# Slevins witvoetmuis
De Slevins witvoetmuis (Peromyscus slevini)  is een zoogdier uit de familie van de Cricetidae. De wetenschappelijke naam van de soort werd voor het eerst geldig gepubliceerd door Mailliard in 1924.

## Voorkomen
De soort komt voor in Mexico.